# Frontera entre Haití i la República Dominicana
La frontera entre Haití i la República Dominicana separa, sobre un eix nord sud, els dos estats i divideix l'illa de La Hispaniola.

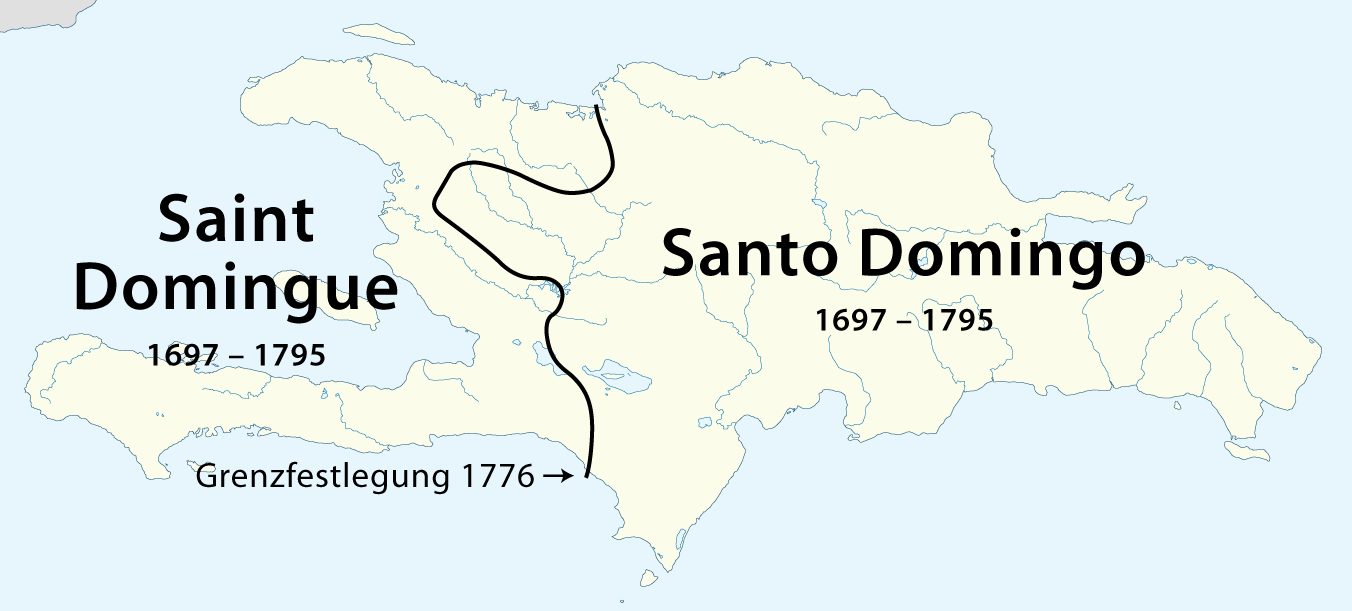
La Hispaniola, 1697-1795

## Història
La frontera va néixer després de la divisió de l'illa de La Hispaniola entre França i Espanya, que va ser oficialitzada pel Tractat de Rijswijk el 1697, si ben no tenia una demarcació oficial precisa. Durant l'època colonial, les metròpolis van signar diverses convencions per a delimitar les seves possessions a l'illa, en particular els tractats d'Aranjuez de 1777 i el de Basilea de 1795 que no van aportar cap solució al problema. Al segle segle xix la línia de la frontera va desaparèixer més d'una vegada durant invasions o temptatives d'ocupació del territori dominicà, pels francesos (durant la Revolució i el primer Imperi), i després pels haitians. Després de diverses convencions infructuoses d'arbitratge entre tots dos països i una temptativa de conciliació efluent del papa Lleó XIII el 1901, va ser definida formalment (sota l'auspici dels Estats Units, que va ocupar Haití de 1915 a 1934 i la República Dominicana de 1906 a 1924) pel tractat del 21 de gener de 1929 signat a Port-au-Prince pels presidents Horacio Vásquez i Louis Borno.
Aquest va ser complementat per:

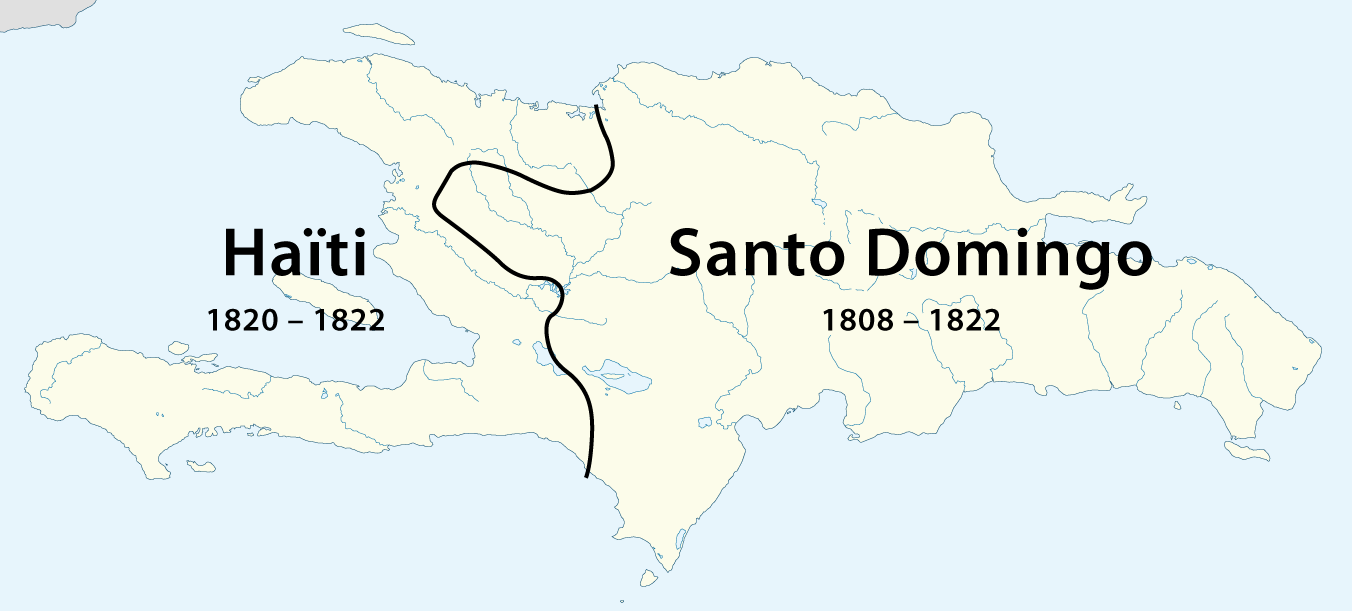
La Hispaniola 1820-1822

1. L'acord del 17 de febrer de 1935 signat també a Port-au-Prince pels presidents Sténio Vincent i Rafael Leónidas Trujillo Molina, destinat a dirimir els litigis de demarcació nascuda a conseqüència de la primera convenció;
2. El protocol addicional del 9 de març de 1936 signat pels mateixos presidents a la capital haitiana.

El 1937, per instigació del president Trujillo, l'exèrcit dominicà va realitzar una neteja ètnica contra els haitians establerts del costat dominicà de la frontera. Trujillo temia que la pressió demogràfica exercida pels haitians de la zona fronterera acabessin per posar en perill la integritat territorial del país. Aproximadament 20 000 haitians foren assassinats.

## Traçat
El límit està fixat pels últims acords del nord a sud així:
- A partir de la desembocadura del riu de la Massacre, segueix aquest curs d'aigua després el riu Capolitte fins a la font. Passa pel morne Grime, agafa el riu de les Tenebres, segueix la carretera internacional i el Artibonito fins on conflueix amb el riu Macassia.
- Remunta el riu Macassia fins a Sant Pere i passa al fort Cachiman. Talla després el riu Els Indis que es dirigeix cap a la llacuna del Fondo.
- Després d'haver vorejat el costat de la llacuna, passa a El Número, Maré Limón, Gorda Charca, baixa el riu dels Pedernales fins a la desembocadura entre les ciutats d'Anse-a-Pitres i Pedernales.

## Passos fronterers
Del nord al sud, hi ha quatre passos de frontera:
| Pas fronterer haitià | Pas fronterer dominicà | Observació |
| -------------------- | ---------------------- | --- |
| Juana Méndez         | Dajabón                | Segon punt de passatge en importància: 31 % dels intercanvis transfronterers |
| Belladère            | Comendador             | 5 % dels intercanvis transfronterers. |
| Malpasse (Ganthier)  | Jimaní                 | És el més important. Representa 51 % dels intercanvis transfronterers, ja que la carretera que el supera, connecta directament ambdues capitals: Port-au-Prince i Santo Domingo. |
| Anse-à-Pitre         | Pedernales             | 3 % dels intercanvis transfronterers. |